# 恩尼·鲁卡耶尔维
恩尼·鲁卡耶尔维（芬蘭語：Enni Rukajärvi，1990年5月13日—），芬兰女子单板滑雪运动员。她曾代表芬兰参加2014年、2018年和2022年冬季奥林匹克运动会单板滑雪比赛，获得一枚银牌和一枚铜牌。